# Pierre Baruzy
Pierre Baruzy (Amiens, 19 de mayo de 1897 - París, 17 de diciembre de 1994) fue un empresario y boxeador francés.

## Biografía
De origen italiano, descendiente de una noble familia veneciana, Pierre Barozzi, afrancesado en Baruzy, ingresó a la academia francesa de boxeo a los 13 años, donde fue alumno de Charles Charlemont y fue nombrado once veces campeón de peso de Francia.
Participó en los Juegos Olímpicos de 1924, el Box francés se incluye por primera vez en los Juegos Olímpicos de verano de 1924 en París. En 1930 asumió la presidencia de la Académie de Boxe Française y en 1937 se celebró el último Campeonato de Francia (hasta su renacimiento en 1966) durante el cual obtuvo el título de Campeón en todas las categorías, superando a medianos y pesados. Entre 1922 y 1935 obtuvo 11 títulos de campeonato.
Pierre Baruzy se unió a la Resistencia durante la Segunda Guerra Mundial. Presidió la "comisión de trabajadores de JP". Bajo la ocupación, Baruzy fue nombrado concejal de la ciudad de París en diciembre de 1941 por el ministro del interior Pierre Pucheu, y se convirtió en secretario del consejo municipal. Fue presidente del Comité Directivo de Timken (Francia) y Canciller de la Academia Internacional CIOS. Como industrial, fue presidente de la Compagnie des ASTD y miembro del consejo de Meules Norton.
Fue arrestado en agosto de 1944 pero recibió la Medalla de la Resistencia. Él afirmó haber estado en contacto con General Revers, jefe de la Organización de Resistencia del Ejército en 1972 y haber sido miembro de la red Buckmaster desde 1942. Baruzy afferma di aver salvato 11 aviatori delle forze alleate i cui aerei sono stati abbattuti dalla  esercito tedesco. Sus actividades de resistencia le valieron la Medalla de la Libertad del General Eisenhower en 1945, así como una segunda medalla del presidente Ronald Reagan en 1984; convirtiéndolo en el único francés que ha recibido sus dos medallas.
Activo desde 1945 en el Comité Nacional de la Organización Francesa (CNOF), que presidió de 1952 a 1957, después de haber sido su secretario general. Dio un nuevo impulso al deporte en el período de posguerra, en 1965 se convirtió en el presidente fundador del Comité Nacional de Boxeo francés que fue reemplazado en 1975 por la Federación Francesa de Boxeo Savate.
Pierre Baruzy ha recibido numerosos premios civiles y militares a lo largo de su carrera.

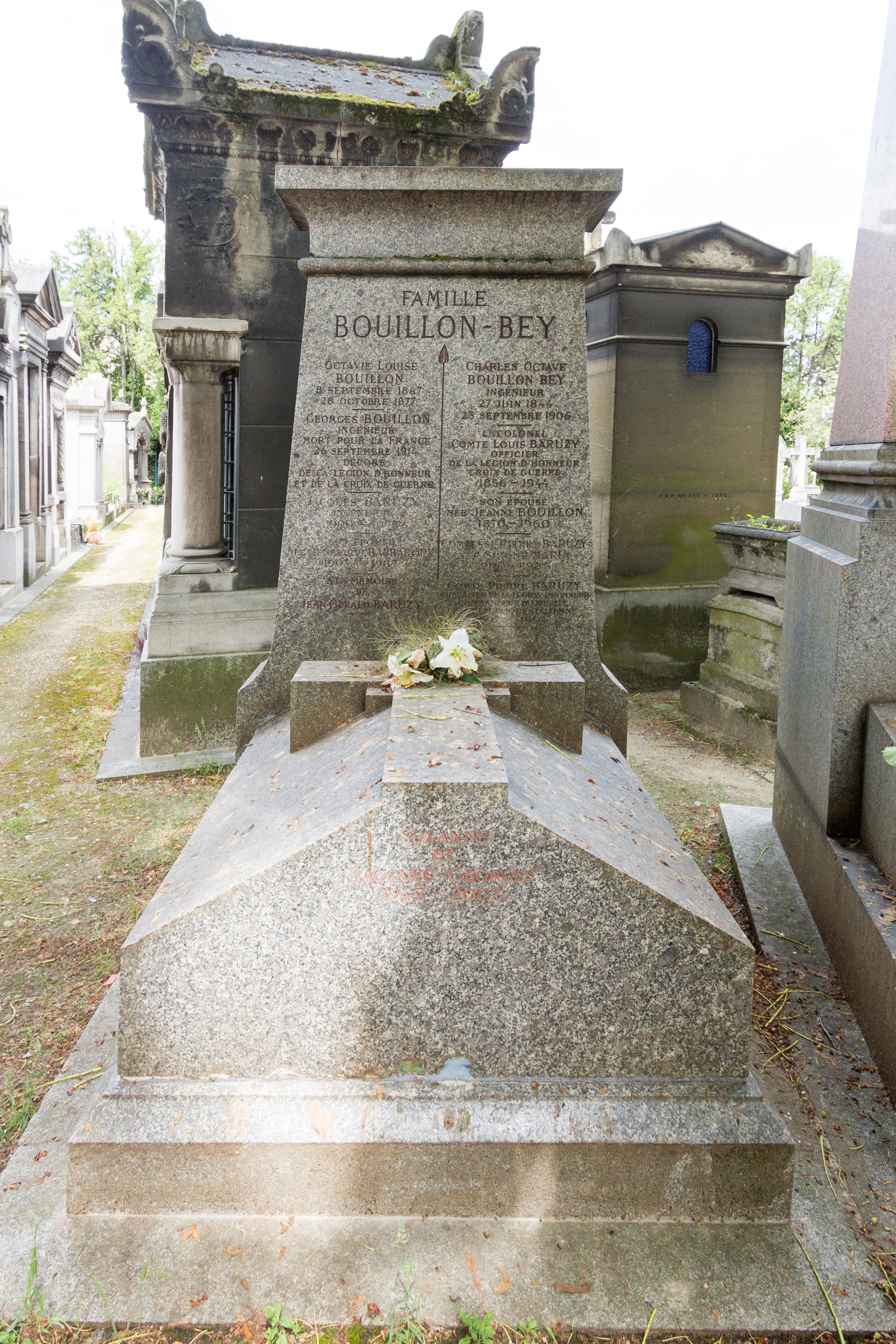
Tumba de Bouillon-Bey.

## Honores
- Medalla Presidencial de la Libertad(1945)
- Medalla de la Resistencia(1984)